# Hans Sloane
Hans Sloane (Killyleagh, 16 april 1660 - Chelsea, Londen, 11 januari 1753) was een Schots arts, botanicus en verzamelaar van rariteiten. Hij is vooral bekend als de grondlegger van het British Museum.

## Leven
Hans Sloane werd geboren in Killyleagh, County Down, in wat tegenwoordig Noord-Ierland is, in een Schotse kolonie die daar, als uitvloeisel van de politiek van Jacobus I van Engeland om Ierland te koloniseren, was gevestigd. Zijn vader, Alexander Sloane, was belasting-ambtenaar en hoofd van de kolonie en overleed toen Sloane zes jaar oud was. Zijn moeder was Sarah Hicks, dochter van Dr Hicks, kapelaan in dienst van William Laud, de Aartsbisschop van Canterbury. Al als kind verzamelde Sloane allerlei curiosa, en objecten uit de levende natuur. Zijn belangstelling voor de levende natuur leidde ertoe dat hij medicijnen ging studeren in Londen. Sloane richtte zijn aandacht vooral op de botanie, de materia medica en de farmacie. Hij assisteerde John Ray en Robert Boyle, die gebruikmaakten van zijn verzamelwoede. Na vier jaar in Londen, reisde hij naar Parijs, waar hij enige tijd studeerde bij Joseph Pitton de Tournefort aan de Jardin des Plantes, en vervolgens naar Montpellier. In 1683 haalde hij zijn M.D. aan de Universiteit van Orange. Van zijn verblijf in Frankrijk nam hij een aanzienlijk herbarium mee terug naar Londen, en een verzameling curiosa. De planten werden door John Ray verwerkt in zijn Historia plantarum. Sloan werd daarna al snel als lid in de Royal Society gekozen.

## Reis naar Jamaica

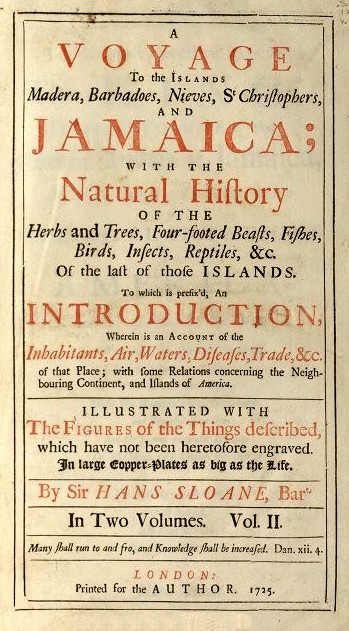
Titelpagina van deel 2 van "Voyage"

Ongeveer tezelfdertijd maakte hij kennis met Thomas Sydenham, een van Londens meest vooraanstaande artsen, bij wie hij ook enige tijd in huis woonde. Van hem kreeg hij waardevolle lessen in de artsenpraktijk. In 1687 werd hij fellow van het Royal College of Physicians (college van artsen) en in hetzelfde jaar ging hij mee naar Jamaica als lijfarts in het gevolg van de tweede Hertog van Albemarle, de nieuwe gouverneur van dat eiland. In oktober 1688, niet lang na aankomst, overleed de hertog, en Sloane verbleef hierdoor maar vijftien maanden op Jamaica. De flora van dat Caraïbische eiland was nog nooit door wetenschappers beschreven en Sloane legde er in de relatief korte tijd van zijn verblijf een herbarium aan met zo'n 800 tot dan onbekende plantensoorten. In 1696 gaf hij daarvan een uitgebreide catalogus met de beschrijvingen uit: Catalogus plantarum quae in insula Jamaica sponte proveniunt etc, en in 1707 en 1725 gaf hij in twee delen een reisverslag van zijn bezoek aan Jamaica en naburige eilanden uit: A voyage to the islands Madera, Barbadoes, Nieves, St. Christophers and Jamaica.

## Werk als arts
Sloane ging na terugkomst van Jamaica aan Bloomsbury Square in Middlesex wonen, waar hij een artsenpraktijk begon. Van 1694 tot 1730 was hij arts in Christ's Hospital, een kostschool. In 1714 werd hij Physician to the Army. Hij was achtereenvolgens arts van koningin Anna en koning George I, en vanaf 1727 was hij de lijfarts van koning George II. Hij experimenteerde met het inenten tegen de pokken met de kinderen van Caroline van Brandenburg-Ansbach, Princess of Wales. In 1719 was hij voorzitter van het Royal College of Physicians geworden, een functie die hij 16 jaar lang bekleedde. In 1741, tachtig jaar oud, stopte hij met de uitoefening van zijn beroep. Hij verliet vervolgens zijn huis in Bloomsbury, met medeneming van zijn uitgebreide kabinet, en ging op zijn landgoed in Chelsea wonen.

## Royal Society
Sloan was op 21 januari 1685 op voordracht van Martin Lister als lid in de Royal Society gekozen. In 1693 werd hij secretaris, een functie die hij tot 1713 zou bekleden. In die hoedanigheid was hij ook twintig jaar lang de redacteur en uitgever van de Philosophical Transactions. Van 1727 tot 1741 was hij voorzitter van de Royal Society. In die functie was hij de directe opvolger van Isaac Newton.

## Verheffing tot landadel

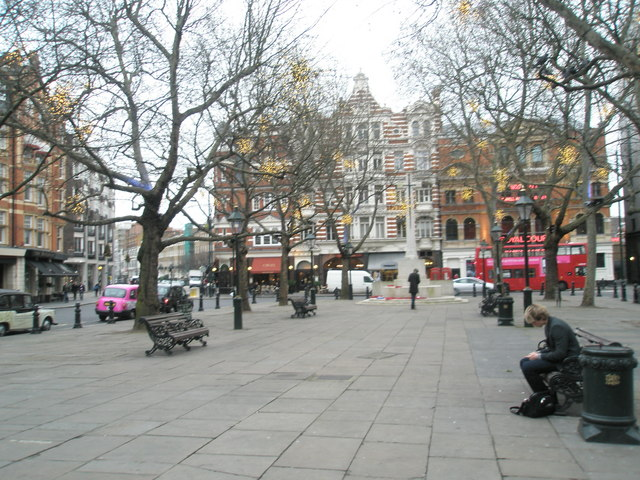
Sloane Square in Kensington (Londen)

In 1716 werd Hans Sloane baronet gemaakt, en had voortaan het recht de titel Sir te voeren.

## Familie
Sloane trouwde in 1695 met Elisabeth Langley, de dochter van de Londense wethouder John Langley, parlementslid in 1653, en weduwe van de Jamaicaanse arts Fulke Rose. Ze kregen drie dochters, Mary, Sarah en Elizabeth, en een zoon, Hans. Mary en Hans stierven al op jonge leeftijd.

## Verzamelaar
- In 1701 verwierf hij, als legaat van de erven Courten, het kabinet van William Courten (1572–1636), die van verzamelen zijn levenswerk had gemaakt. Voorwaarde was dat hij een deel van de schulden van de erven Courten zou afbetalen.
- Sloane liet na 1704 (?) in Amsterdam het herbarium met gedroogde Zuid-Afrikaanse planten, aangelegd door Johan Bax van Herenthals, opkopen.
- In 1712 kocht hij in Chelsea het landgoed van ongeveer 1,6 hectare waar Chelsea Physic Garden was gevestigd, een botanische tuin die daar in 1673 door de Worshipfull Society of Apothecaries was gesticht. In 1722 sloot hij met die Society een eeuwigdurende pachtovereenkomst, waarin werd bepaald dat ze de grond voor £5 per jaar zou pachten, op voorwaarde dat de tuin voor altijd een botanische tuin zou blijven en dat ze de Royal Society zou voorzien van 50 botanische specimens per jaar, tot een totaal van 2000 was bereikt.[5]
- Sloane correspondeerde met Levinus Vincent, een Amsterdamse verzamelaar van rariteiten; de Zeeuw Job Baster; Linnaeus en Stephen Gray, een deskundige op het gebied van statische elektriciteit.
- Sloane verwierf de collecties van Mark Catesby, aangelegd in Carolina, James Petiver, Leonard Plukenet, Franz Kiggelaer, Paul Hermann en Herman Boerhaave.
- In 1733 werd George Edwards, op aanbeveling van Sloane, benoemd tot bibliothecaris van het Royal College of Physicians in Londen.

## British Museum
Sloane liet bij testament zijn collectie na aan "koning en parlement", op voorwaarde dat een som van £20.000 aan zijn dochter zou worden uitbetaald. Geschat werd dat het verwerven van de collectie hem £100.000 had gekost. Het legaat werd door de regering geaccepteerd en op 7 juni 1753 kreeg de British Museum Act kracht van wet, waarmee de weg werd vrijgemaakt voor het eerste vrij voor het publiek toegankelijke nationaal museum. De collecties van Sloan vormden met 200.000 nummers het hart van het British Museum. Naast de vele objecten van velerlei soort waren er zo'n 50.000 boeken, manuscripten en tekeningen, en 337 ingebonden banden met gedroogde planten. Het parlement breidde de collectie onmiddellijk uit met een eerder legaat van de erven Sir Robert Cotton, bestaande uit munten en manuscripten, waaronder de Lindisfarne-gospels, twee exemplaren van de Magna Carta en het manuscript van Beowulf.

## Eponiemie

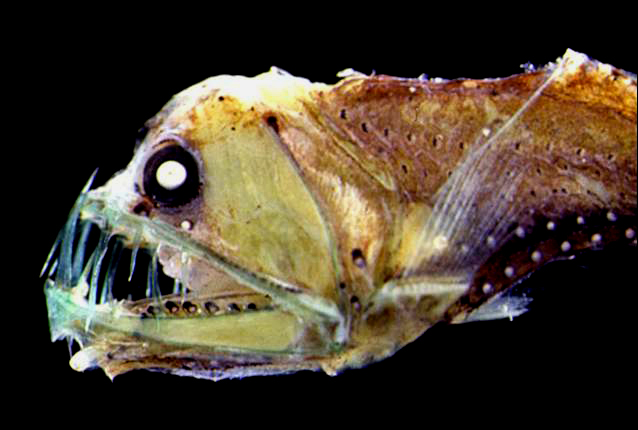
Chauliodus sloani

- Het geslacht Sloanea L. uit de familie Elaeocarpaceae is door Charles Plumier naar hem vernoemd.[6]

Een vijftigtal plantensoorten draagt een epitheton dat naar hem verwijst. Hieronder:
- Hymenocallis sloanei M.Roem., een daglelie uit de familie (Amaryllidaceae)
- Castanea sloanea Mill., een kastanje uit de familie (Fagaceae)
- Mastichodendron sloaneanum Box & Philipson (Sapotaceae)

Enkele diersoorten:
- Urania sloanus, een inmiddels uitgestorven giftige vlinder.
- Chauliodus sloani, een draakvis.

## Werk
- Sloane, H. (1696). Catalogus plantarum quae in insula Jamaica sponte proveniunt, vel vulgo coluntur cum earundem synonymis & locis natalibus, adjectis aliis quibusdam quae in insulis Maderae, Barbados, Nieves, & Sancti Christophori nascuntur, seu Prodromi historiae naturalis Jamaicae pars prima. online in Biodiversity Heritage Library
- Sloan, H. (1707, 1725). A voyage to the islands Madera, Barbadoes, Nieves, St. Christophers and Jamaica; with the natural history of the herbs and trees, four-footed beasts, fishes, birds, insects, reptiles, &c. of the last of those islands. To which is prefix'd, an introduction, wherein is an account of the inhabitants, air, waters, diseases, trade, &c. of that place; with some relations concerning the neighbouring continent, and islands of America. Illustrated with the figures of the things described, which have not been heretofore engraved. In large copper-plates as big as the life. In two volumes. online in Biodiversity Heritage Library.
- 1729. met Engelbert Kaempfer en Johann Gaspar Scheuchzer. De beschryving van Japan; behelsende een verhaal van den ouden en tegenwoordigen staat en regeering van dat ryk, van deszelfs tempels, paleysen, kasteelen en andere gebouwen; van deszelfs metalen, mineralen, boomen, planten, dieren, vogelen en visschen : van de tydrekening, en opvolging van de geestelyke en wereldlyke keyzers; van de oorspronkelyke afstamming, godsdiensten, gewoonten en handwerkselen der inboorlingen, en van hunnen koophandel met de Nederlanders en de Chineesen; benevens eene beschryving van het koningryk Siam / in 't Hoogduytsch beschreven door Engelbert Kaempfer
- 1745. An account of a most efficacious medicine for soreness, weakness and several other distempers of the eyes.

- Bibsys: 90623649
- Biblioteca Nacional de España: XX1752881
- Bibliothèque nationale de France: cb123113994 (data)
- Author citation (botany): Sloane
- CiNii: DA06537775
- Digitale Bibliotheek voor de Nederlandse Letteren: sloa001
- Gemeinsame Normdatei: 118797638
- International Standard Name Identifier: 0000 0001 2319 6729
- Library of Congress Control Number: n84233221
- Nationale Bibliotheek van Letland: 000205051
- Nationale Bibliotheek van Tsjechië: nlk20000087374
- Nationale bibliotheek van Australië: 35881609
- Nationale Bibliotheek van Israël: 987007424537805171
- Nederlandse Thesaurus van Auteursnamen: 071288910
- RKD-Nederlands Instituut voor Kunstgeschiedenis: 435636
- Istituto Centrale per il Catalogo Unico: PUVV268614
- SNAC: w6pv6q4d
- Système universitaire de documentation: 032002149
- Trove: 1129386
- Union List of Artist Names: 500277165
- Virtual International Authority File: 77959
- WorldCat: E39PBJbtrjHq8xVGjq3dT9d84q